# Kloster Dalheim (Lichtenau)
Das Kloster Dalheim ist ein ehemaliges Augustiner-Chorherrenstift bei Lichtenau im Kreis Paderborn.
Im 15. Jahrhundert gegründet und im Barock prachtvoll erweitert, wurde die fast vollständig erhaltene Klosteranlage nach der Säkularisation (1803) als Gutshof genutzt. Seit 2007 beherbergt das ehemalige Kloster die Stiftung Kloster Dalheim. LWL-Landesmuseum für Klosterkultur, eines der 18 Museen des Landschaftsverbandes Westfalen-Lippe (LWL). Das Museum wird gemeinsam vom LWL und der Stiftung Kloster Dalheim betrieben. Direktor des Hauses ist Ingo Grabowsky.
In seinen neu gestalteten Ausstellungsräumen präsentiert das Museum Dauer- und Sonderausstellungen zur klösterlichen Kulturgeschichte. Zum Museum gehören neben der spätgotischen Klosterkirche und der Klausur das 7,5 Hektar große Außengelände mit barockem Wirtschaftshof, Mühle, Schmiede und Stellmacherei sowie die wiederhergestellten Klostergärten und eine eigene Brauerei innerhalb des heutigen Klosterwirtshauses.
Das Kloster und die benachbarte Siedlung Dalheim liegen südwestlich von Lichtenau in einem Seitental der Altenau am Westhang des Eggegebirges. Das Kloster liegt im Naturpark Teutoburger Wald / Eggegebirge.

## Kloster

### Vorgeschichte – Pfarrort – Frauenkloster

Klosterkirche Dalheim

Archäologische Funde lassen auf eine Besiedlung des Ortes seit dem 1. Jahrhundert v. Chr. schließen. Im Mittelalter besaß Dalheim offenbar bereits um das Jahr 800 eine kleine Pfarrkirche. Ein Nachfolger dieses Baus diente in der 2. Hälfte des 12. Jahrhunderts dem in Dalheim gegründeten und beheimateten Frauenorden als Klosterkirche. Die kleine Dalheimer Frauengemeinschaft bekam nie eine große und überregionale Bedeutung. Geldnöte, gewaltsame Zerstörungen, klimatische Verschlechterungen und vor allem die Pestwelle im 14. Jahrhundert bereiteten den Nonnen Probleme. Schließlich wurde das Kloster gegen Ende des 14. Jahrhunderts aufgegeben. Reste der Kirche wurden 1990 durch eine Grabung des Westfälischen Museums für Archäologie – Amt für Bodendenkmalpflege, Münster (heute: LWL-Archäologie für Westfalen) freigelegt.

### Neugründung
Dem Niedergang der ersten Ansiedlung und der Auflösung des Frauenklosters folgte 1429 die Wiederbesiedlung durch Augustiner-Chorherren des Klosters Böddeken (bei Wewelsburg im heutigen Kreis Paderborn). 1452 erlangte Dalheim wieder den Rang eines selbstständigen Klosters. Da die Klostergebäude in einem schlechten Zustand waren, wurde das Kloster in den folgenden Jahren vollständig neu gebaut: Westlich der alten Anlage im Tal entstanden eine neue Kirche und großzügige Konventgebäude. Um 1500 lebten im Kloster Dalheim 24 Chorherren und 100 Laienbrüder. Es galt als das geistliche, aber auch wirtschaftliche Zentrum des südlichen Paderborner Landes.
Die Reformation blieb für das Kloster in der weiterhin katholisch geprägten Region ohne Folgen. Der Dreißigjährige Krieg (1618–1648) hingegen schädigte auch den zuvor wohlhabenden Dalheimer Konvent wirtschaftlich schwer.

### Hexenprozess
Hohe Wellen schlugen die Hexenprozesse, die Bischof Dietrich von Fürstenberg 1600/01 gegen den Prior, den Subprior und zwei weitere Chorherren des Klosters Dalheim durchführte. Die vier Chorherren wurden bezichtigt, neben ihren geistlichen Tätigkeiten auch zauberische Zusammenkünfte zu pflegen. Fast ein Jahr saßen Prior Lucas Wasinck, der Subprior, der Prokurator und der für die Wirtschaft zuständige Granarius des Klosters aufgrund dieses Vorwurfs im Kerker im Schloß Neuhaus, wo einer der Konventualen starb. Laut einiger Überlieferungen aus dem Dalheimer Konvent waren machtpolitische Ränkespiele für die Festnahmen verantwortlich. Schuld seien die Gebietsansprüche der Paderborner Fürstbischofs Dietrich von Fürstenberg gewesen. Am Ende stand allerdings ein Freispruch für die Überlebenden. Die juristische Fakultät in Würzburg erstellte schließlich ein Gutachten, das die Dalheimer Brüder freisprach. Zu guter Letzt handelte der Landesherr mit den Chorherren einen Vergleich aus. Prior, Subprior und Prokurator willigten im Gegenzug zu ihrer Freilassung in eine jährlich zu leistende Getreideabgabe des Klosters ein.

### Barocke Blütezeit
Nach mühevollen Aufbauarbeiten erlebte das Kloster im Barock seine größte Blüte. Vor allem Bartholdus Schonlau, seit 1708 Prior, betrieb den Ausbau Dalheims und formte eine beeindruckende Gesamtanlage. Er rühmte sich, in den 23 Jahren seiner Amtszeit ebenso viele Gebäude errichtet zu haben. Diese Phase, in der der repräsentative klösterliche Ehrenhof, die großzügigen Wirtschaftsbauten und die umfangreichen Gartenanlagen entstanden, prägt bis heute maßgeblich das Erscheinungsbild Dalheims.

### Auflösung

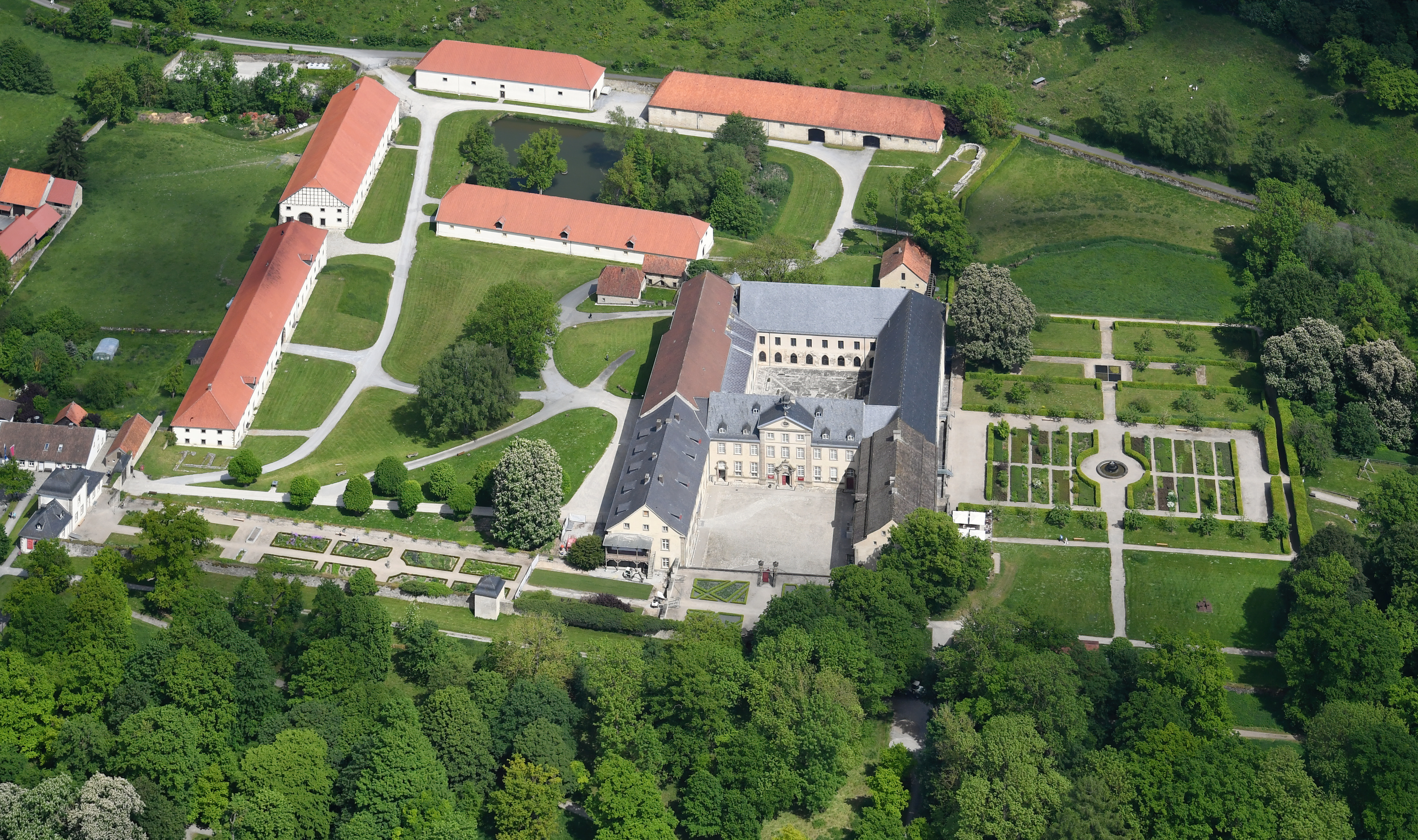
Heutiges Gelände des ehemaligen Klosters Dalheim

Um 1800 gehörten zum Kloster Dalheim fast 21.000 Morgen Land, die Dörfer Oesdorf und Meerhof (heute zur Stadt Marsberg im Hochsauerlandkreis gehörend) samt Einwohnern sowie anstelle der Laienbrüder ca. 200 angestellte Landarbeiter, die 1.250 Morgen Land bestellten.
Im Zuge der Säkularisation wurde das Kloster 1803 aufgehoben und als Staatsdomäne verpachtet. Die Aufhebung Dalheims rechnete sich aber, anders als angenommen, zunächst nicht. Mehrere Pächter der Domäne konnten auch durch den Verkauf des Klosterinventars keine Gewinne erzielen. Erst in der zweiten Hälfte des 19. Jahrhunderts entwickelte sich Dalheim zu einem landwirtschaftlichen Gut mit regelmäßigem Gewinn. Zur Säkularisation gehörte auch die Umnutzung der vorhandenen Gebäude. In Kirche und Kreuzgang stand fortan das Vieh oder lagerten Stroh und Korn. Weitere Einbauten sowie die Errichtung neuer Gebäude, wie etwa eines Neuen Schafstalls, vergrößerten die Fläche zur wirtschaftlichen Nutzung. Bis in die 1970er Jahre wurde das Kloster Dalheim als landwirtschaftlicher Betrieb genutzt.

## Museum
Seit der Landschaftsverband Westfalen-Lippe (LWL) die Klosteranlage im Jahr 1979 erwarb, wurden umfangreiche Mittel zur Sicherung des Bestands, für einen teilweisen Rückbau und die sorgsame Umgestaltung zu einem modernen Museum aufgebracht. Seit 2002 werden die Baumaßnahmen von Ausstellungen begleitet, die sich unter Einbeziehung unterschiedlicher Fachbereiche mit klösterlich-religiösen Themen befassen. Nach der Fertigstellung des ersten Bauabschnitts (2005–2007) öffnete im Frühjahr 2007 die Stiftung Kloster Dalheim. LWL-Landesmuseum für Klosterkultur. 2010 eröffnete das Museum auf rund 3.000 Quadratmetern Ausstellungsfläche unter dem Titel „Eingetreten! 1.700 Jahre Klosterkultur“ seine neue Dauerausstellung.
Ziel des bundesweit einzigartigen Hauses ist es, einen ebenso lebendigen wie fundierten Einblick in die Entwicklung und Vielfältigkeit der europäischen Klosterkultur zu geben. Die Dalheimer Klosteranlage ist dabei als Gesamtheit das wichtigste Exponat.

### Klosterkirche und Klausur

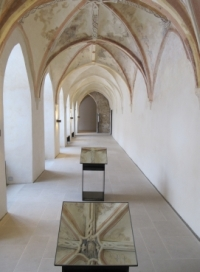
Der Kreuzgang des ehemaligen Klosters Dalheim stammt aus dem 15. Jahrhundert

Den Kern der Klosteranlage bilden die spätgotische Klosterkirche und die Klausur. Die Kirche stammt aus der Gründungszeit des Klosters und wurde von 1460 bis 1470 errichtet. Es handelt sich um einen turmlosen, gestreckten Saalbau von rund 52 Metern Länge, der durch einen modern wiederhergestellten Lettner in Chor und Langhaus geteilt wird. Zur Ausstattung der barocken Dalheimer Klosterkirche gehörte eine Springladen-Orgel aus dem 17. und 18. Jahrhundert, heute die größte Barockorgel Westfalens. Sie befindet sich seit der Säkularisation in der Pfarrkirche St. Johannes Baptist in Borgentreich. Im Süden schließt sich der spätgotische Kreuzgang an, dessen Wandmalereien zum Teil bis heute erhalten sind. Spiegel erleichtern die Betrachtung der aufwendigen Wandmalereien. Der südliche Kreuzgangflügel wurde nach 1803 zerstört und im Zuge des zweiten Bauabschnitts (2008–2010) mit modernen Mitteln wiederhergestellt, etwa durch ein pro Joch maßgeschneidertes Gewölbe, das in einem aufwendigen Verfahren aus Beton gegossen wurde. Ein Brand zerstörte zudem im 19. Jahrhundert das Obergeschoss des östlichen Kreuzgangs, das im zweiten Bauabschnitt ebenfalls wiederhergestellt wurde.
Seit 2010 macht die neue große Dauerausstellung des LWL-Landesmuseums für Klosterkultur, ausgehend von den historischen Gegebenheiten in der Klausur, Raum und Funktion mit modernen Mitteln und Inszenierungen erlebbar. Dazu gehören zum Beispiel der Kapitelsaal (Versammlungsraum), das Refektorium (Speisesaal), das Skriptorium (Schreibstube) oder das Kalefaktorium (Wärmestube), aber auch die Bibliothek und der Vorratskeller.

### Barocke Erweiterungsbauten
Ab 1711 wurde die spätgotische Anlage durch Anbauten nach Art eines dreiflügeligen Schlosses nach Westen erweitert. Der nördliche Flügel (1712/13) war das Wohnhaus des Klostervorstehers, die so genannte Prälatur, im Südflügel (1727) befanden sich Gästehaus und Brauerei. Der Westflügel, der sogenannte Küchentrakt, erhielt zwischen 1731 und 1737 eine angleichende Fassade, die noch heute von der barocken Pracht der Anlage zeugt. Heute werden West- und Südflügel als Museumsräume genutzt. Ein Teil des Südflügels beherbergt das Klosterwirtshaus und die Brauerei.

### Klostergärten

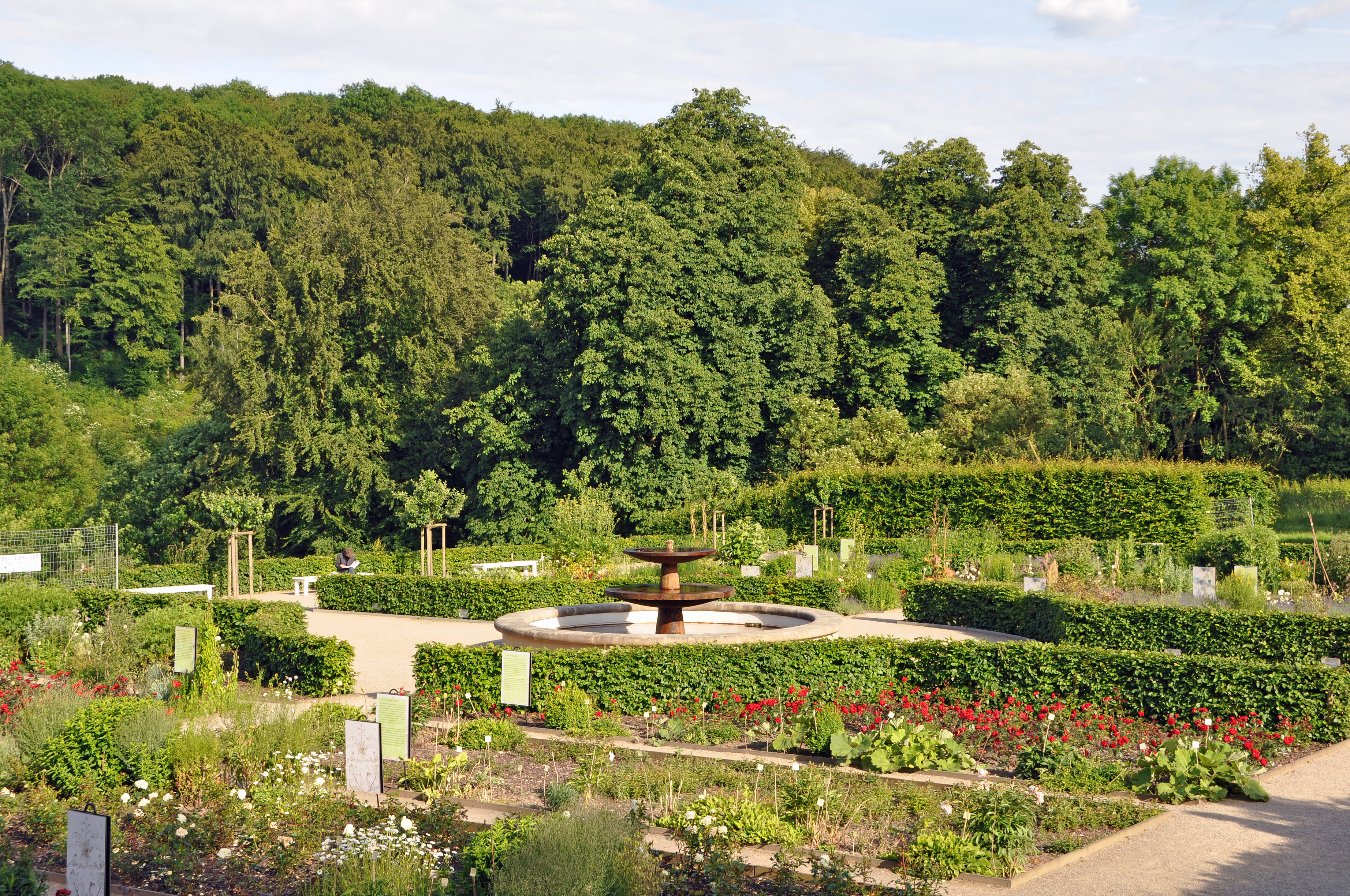
Die wiederhergestellten Klostergärten zeigen die klösterliche Gartenbaukunst

Im Barock war das Kloster Dalheim von prächtigen Gärten umgeben. Sie fielen nach der Säkularisation den Umgestaltungen der Klosteranlage zum Opfer. Anhand archäologischer Ausgrabungen und der sogenannten Schonlau-Vedute (nach 1737), eines detaillierten und sehr realitätsnahen Gemäldes der barocken Klosteranlage, konnte das Erscheinungsbild der historischen Gärten auf einer Fläche von 2 Hektar rekonstruiert werden. Nach einer behutsamen Neuinterpretation der ehemals barocken Klostergärten sind sie nun wieder eine der Hauptattraktionen der Museumsanlage und vermitteln einen nachhaltigen Eindruck von der Gartengeschichte des Klosters Dalheim und der Bedeutung von Klostergärten im Allgemeinen.
Herzstücke der repräsentativen Anlage sind die Gärten des Konvents (eröffnet im Jahr 2006, erweitert 2010) und des Priors (eröffnet 2010) mit dem Großen Gartenhaus (Orangerie) und dem Kleinen Gartenhaus, seit 1846 Standort der Schlaguhr der Domäne. Zahlreiche Beete zeigen, welche Pflanzen von jeher in Klostergärten kultiviert wurden und informieren über ihre Bedeutung als Heil-, Nutz- oder Symbolpflanzen. Zu den weiteren Gärten des Klosters Dalheim gehörte ein Kräutergarten in der Nähe des früheren Klosterhospitals. Der im Jahr 2002 angelegte Heilkräutergarten neben dem Geflügelhaus spiegelt den Kenntnisstand der Klostermedizin im Barock wider. Mit dem sogenannten Meiereigarten besaß die Anlage zudem eine weitere wichtige Anbaufläche.
Von Juni 2009 bis Juli 2010 wurden die Dalheimer Klostergärten zum Ort moderner Kunst: Die weltweit erste Außenskulptur Volk Ding Zero – Folk Thing Zero von Georg Baselitz wurde im Beisein des Künstlers der Öffentlichkeit übergeben. Sie war im Rahmen des Projekts „Rauminszenierungen“ der „Garten_Landschaft OstWestfalenLippe“ im Konventgarten zu sehen.
Die Dalheimer Klostergärten sind eingebunden in das European Garden Heritage Network, das Europäische Gartennetzwerk.

### Außengelände
Zum weitläufigen Außengelände gehört auch der Wirtschaftshof des ehemaligen Klosters Dalheim. Sein ältestes erhaltenes Gebäude ist die Schmiede, die spätestens aus dem 17. Jahrhundert stammt. Das heutige Bild des Wirtschaftshofs wird durch die späteren Umgestaltungen unter dem Priorat von Bartholdus Schonlau (1708–1730) geprägt. Er ließ insgesamt 23 Gebäude neu errichten. Bis heute erhalten sind die Ackerbergscheune, die Meiereischeune mit dem Sassenhaus, die Zehntscheune und der Alte Schafstall. Aus der nachklösterlichen Nutzung stammen der sogenannte Neue Schafstall (1829), der Kartoffelkeller (1842) und das Geflügelhaus (19. Jahrhundert). Die heutige Mühle wurde mit der Stellmacherei 1871 am Standort der barocken Mühlenanlage errichtet. Abhängig von den Jahreszeiten sind Nutztiere (Enten, Esel, Schafe etc.) auf dem Gelände untergebracht. Seit 2012 ist der Klostergarten die neue Heimat der Skulptur „Drei hastende Nonnen“ des Bildhauers Andreas Helmling.

### Brauerei und Klosterwirtshaus
Im Klosterkeller unterhalb des Gästetrakts, in dem bis zur Säkularisation schon die Augustiner-Chorherren Bier brauten, wird heute eine Brauerei betrieben. Der ehemalige Gästetrakt wird als Klosterwirtshaus genutzt, das von der Familie Brand betrieben wird.

### Klosterladen
Der Dalheimer Klosterladen vertreibt verschiedene Erzeugnisse aus klösterlicher Produktion wie zum Beispiel Wein, Gebäck oder Seifen. Auch im Kloster Dalheim hergestellte Produkte, wie etwa das Dalheimer Klosterbräu, Brände, Liköre und Honig können erworben werden.

## Ausstellungen

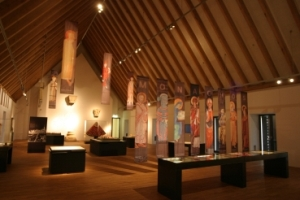
Die Dauerausstellung gibt einen Einblick in die 1.700-jährige Geschichte der Klosterkultur

Dauer- und wechselnde Sonderausstellungen zeigen, wie Klöster die Entwicklung Europas über Jahrhunderte hinweg bis heute entscheidend geprägt haben und wie sie neben ihrer herausragenden Bedeutung als religiöse Zentren und Vermittler christlichen Glaubens auch Stätten der Bildung, der Forschung, der Kunst und der wirtschaftlichen Entwicklung ganzer Landstriche waren.

### Sonderausstellungen

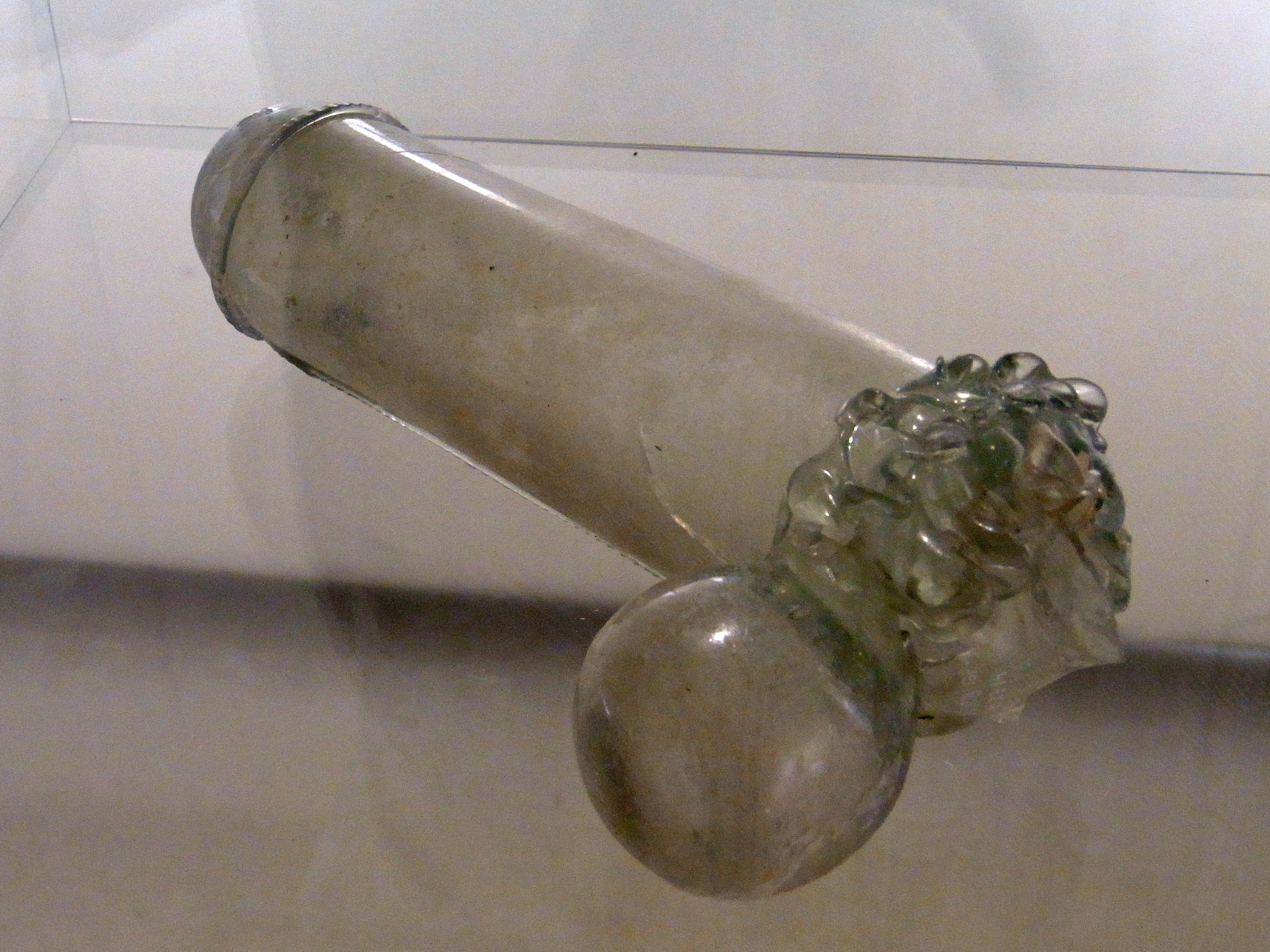
Glasphallus mit nachgebildeter Schambehaarung aus dem Damenstift Herford (Exponat aus der Sonderausstellung Die 7 Todsünden)

- 2024 Und vergib uns unsere Schuld? Kirchen und Klöster im Nationalsozialismus
- 2022 Latein. Tot oder lebendig!?
- 2019 Verschwörungstheorien – früher und heute
- 2017 Martin war hier. Luthers Leben in Playmobil (Studio-Ausstellung)
- 2017 Codex Gisle. Lobpreis für die Ewigkeit (Studio-Ausstellung)
- 2017 Luther. 1917 bis heute
- 2016 Heinrich Aldegrever: Meister des Kleinformats (Studio-Ausstellung)
- 2015 Die 7 Todsünden
- 2014 Im Fußballhimmel und auf Erden. Was Fußball und Religion verbindet (Studio-Ausstellung)
- 2013 Heiter bis göttlich. Die Kultur des Spiels im Kloster
- 2011 Macht des Wortes. Benediktinisches Mönchtum im Spiegel Europas
- 2010 Making of Dalheim: Idee – Prozess – Ergebnis
- 2009 In alter Frische. Reproduktionen klösterlicher Kunst
- 2008 Gut vorbereitet? Die Kunst des rechten Sterbens
- 2007 Barocke Blütezeit. Die Kultur der Klöster in Westfalen
- 2006 Schau an der schönen Gärten Zier
- 2005 Baustelle Kloster
- 2004 Aus Klosterküche und Klosterkeller
- 2003 Zerstreut und Zerschlagen. Die Säkularisation des Klosters Dalheim
- 2002 Ein Blick ins Paradies

### Dauerausstellungen
- 2010 Eingetreten! 1.700 Jahre Klostergeschichte
- 2007 Säkularisation und Neubeginn. Die Kultur der Klöster in Westfalen

Die Dauerausstellung „Eingetreten! 1.700 Jahre Klostergeschichte“ gliedert sich in drei Bereiche: die Klausur, die Dalheimer Geschichte und die Entwicklung der Klosterkultur.
Ausgehend von den historischen Gegebenheiten machen elf klösterliche Funktionsräume in der Klausur mithilfe von modernen Mitteln und Inszenierungen erfahrbar, wie in einem mittelalterlichen Kloster gelebt, gebetet und gearbeitet wurde. Jede Arbeit hatte ihren Raum, jede Aufgabe ihre feste Stunde, alles Tun war auf Gott ausgerichtet. In der Schreibstube wird zum Beispiel erklärt, wie aufwändige Handschriften entstanden, und im klösterlichen Speisesaal macht eine Installation deutlich, wie die Ordensleute getreu ihren Regeln bei den Mahlzeiten das rechte Maß bewahren sollten – aber auch, welche Ausnahmen sie von der Regel fanden.
Die Dauerausstellung rund um die ehemalige Räucherkammer erzählt die mehr als 800-jährige bewegte Geschichte des Klosters Dalheim. Sie erstreckt sich von der mittelalterlichen Nutzung als Frauenkloster über die Wiederbesiedlung durch die Augustiner-Chorherren im 15. Jahrhundert bis zu seiner Auflösung nach dem preußischen Reichsdeputationshauptschluss im Jahr 1803 und der anschließenden Nutzung als Gutshof. Seltene Funde aus der Dalheimer Geschichte geben Einblick in das klösterliche Leben und den Alltag der Ordensleute, deren Spuren bei der Auflösung des Klosters von der preußischen Staatsmacht zu einem großen Teil vernichtet wurden.
Ein gesonderter Bereich befasst sich mit der Säkularisation 1803 und der Nutzung der Anlage als Gutshof. Ausgestellt werden hier Teile der Domänenausstattung, eine Gemäldegalerie sowie eine mediale Installation zum Klosterbeitritt heute. Das Kernstück des Ausstellungsbereichs ist die noch funktionstüchtige Getreidesortieranlage, die fast den ganzen Raum einnimmt.
Die Schau in den neu errichteten Ausstellungssälen stellt die geschichtliche Entwicklung der religiösen Orden in den Vordergrund. Von den spätantiken Wüstenvätern und der Entstehung des ersten Ordens über die Reformen des Mönchtums, die Auflösung vieler Klöster und ihrem Neubeginn im 19. Jahrhundert zeigt sie bis in die Gegenwart die Entwicklungen einer Kultur, die durch ein regelhaftes Leben in Verzicht und Stille gekennzeichnet ist, zu der aber immer auch mehr gehört als das benediktinische „Ora et labora“ (lat.: „Bete und arbeite“).
Präsentiert werden über 200 Exponate aus mehr als zehn Jahrhunderten, darunter auch typische Objekte aus dem klösterlichen Alltag: vom Geschirr aus Grabungen über liturgisches Gerät und kostbare Messgewänder bis hin zu Altären und Tafelgemälden, Skulpturen, Bauplastik und Büchern. Aufwendige und detailgetreu gearbeitete Modelle bedeutender Klosteranlagen wie Cluny, Hirsau oder Melk verdeutlichen an herausragenden und prägenden Beispielen die Entwicklung der Ordensgemeinschaften in Europa.
Filmische Dokumentationen und Interviews zeigen das Ordensleben gestern und heute. Multimedia-Inszenierungen des renommierten und mehrfach preisgekrönten österreichischen Künstlers Peter Hans Felzmann erläutern den St. Galler Klosterplan oder führen mittels neuester Medientechniken die Schöpfungsgeschichte ein.

## Kulturvermittlung
Das museumspädagogische Angebot der Dalheimer Klosterschule spiegelt das vielfältige Wissen der Mönche und Nonnen wider. Führungen, Kurse, Ferienprogramme und Aktionen stehen im Zeichen des vom benediktinischen Leitsatz „Ora et labora“ (lat.: Bete und arbeite) geprägten Alltags im Kloster. Veranstaltungen wie der Familientag „Et labora! Handwerk im Kloster“ oder der „Tag des Schweigens“ rücken ausgewählte Facetten klösterlicher Kultur in den Vordergrund.

## Veranstaltungen
Regelmäßig ist das LWL-Landesmuseum für Klosterkultur Ort von Veranstaltungen. Jährlich am ersten Sonntag der Fastenzeit findet der „Tag des Schweigens“ statt. Im April bzw. Mai folgt „Das Gartenfest“ (Veranstalter: Messebüro Rode, Kassel). Seit 2015 findet jedes Frühjahr ein Familientag unter dem Titel „Et labora! Handwerk im Kloster“ statt. Seit 2016 veranstaltet das Museum in Kooperation mit dem KulturBüro-OWL das Freiluftfestival „Sommernachtslieder“.  Im Juli und August ist das Kloster Dalheim Schauplatz des Musik- und Theaterfestivals „Dalheimer Sommer“. Seit November 2016 findet jährlich der Dalheimer Winterzauber (Veranstalter: Messebüro Rode, Kassel) statt. An den Adventssonntagen biete der „Dalheimer Advent“ Ruhe in der Vorbereitung auf die Weihnachtszeit. Der Höhepunkt des Jahres ist der „Dalheimer Klostermarkt“ am letzten Augustwochenende.

### Dalheimer Klostermarkt

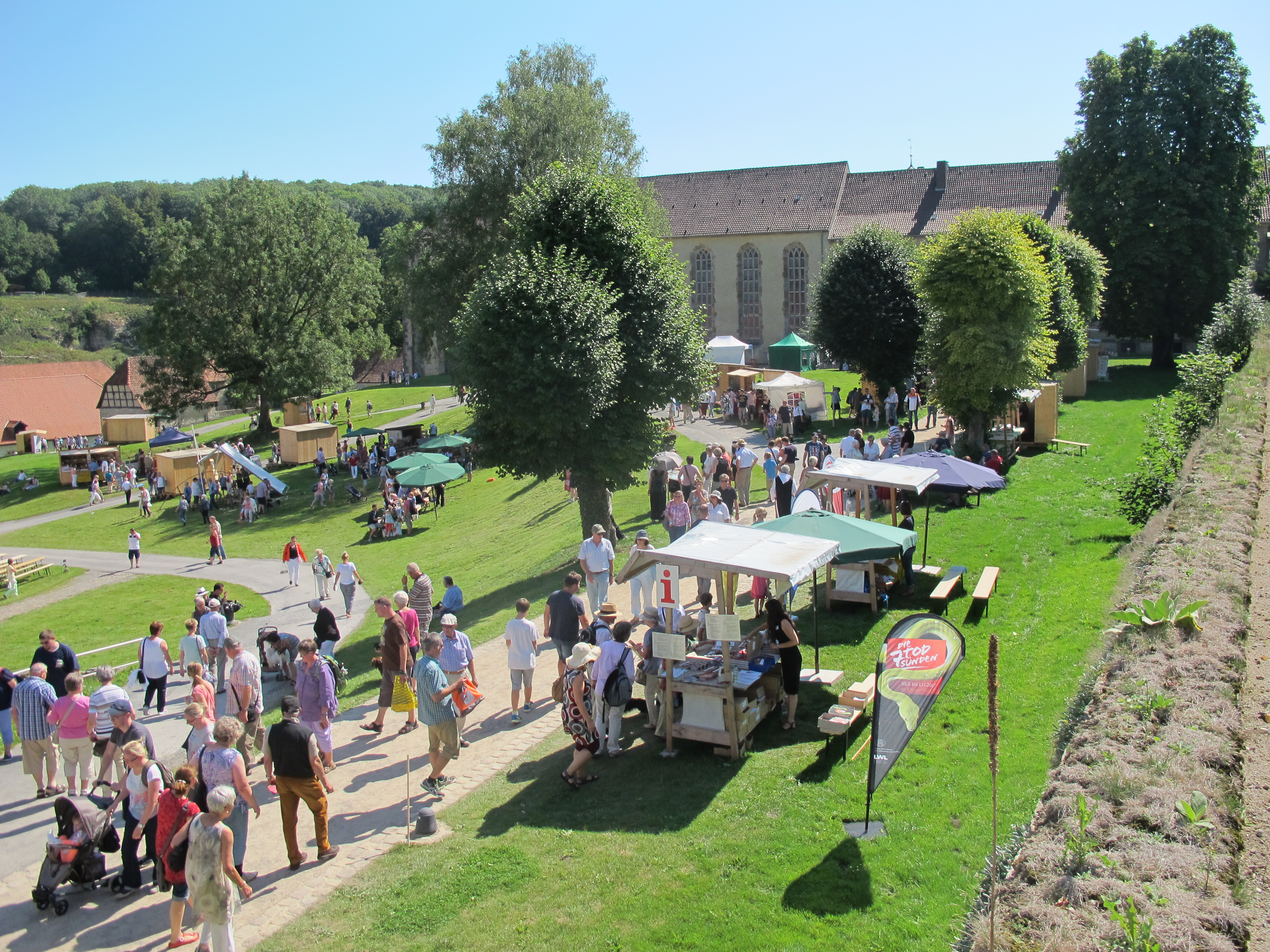
Klostermarkt mit Besuchern

Der „Dalheimer Klostermarkt“ findet seit 2001 jedes Jahr am letzten August-Wochenende statt und wird von bis zu 20.000 Personen besucht. Laut Veranstalter ist es Europas größter Klostermarkt. Mehr als 40 Ordensgemeinschaften mit über 200 Ordensleuten aus Deutschland und anderen europäischen Staaten stellen ihre klösterlichen Erzeugnisse zum Verkauf. Dabei ist das Angebot an Produkten ebenso vielfältig wie die vertretenen Ordensgemeinschaften. Es erstreckt sich von hochwertigen Lebensmitteln über Handarbeiten bis hin zu Kosmetik- und Keramikprodukten. Weitere Ordensgemeinschaften bieten Getränke und Speisen aus der Klosterküche an und sorgen so für das leibliche Wohl der Besucher. Neben dem Verkauf steht auch der persönliche Austausch zwischen den Besuchern und den Ordensleuten im Vordergrund. Der Klostermarkt bildet so auch ein Forum für den Gedankenaustausch über Gott und die Welt, Spiritualität und soziales Engagement. Der Markt wird begleitet von einem umfangreichen Rahmenprogramm für die ganze Familie. Ein Streichelzoo und eine Klosterwerkstatt mit jährlich wechselnden Angeboten richten sich speziell an Kinder. Handwerksvorführungen wie z. B. das Schmieden, Brauen oder Grünholzdrechseln ermöglichen allen Besuchern einen Einblick in traditionelle Handwerke. Hinzu kommen spirituelle Angebote in der Klosterkirche, Musik auf dem Marktgelände sowie die Möglichkeit das Museum und Führungen durch Museum und Klosteranlage zu besuchen.

### Et labora! Handwerk im Kloster
„Et labora! Handwerk im Kloster“ ist ein Aktions- und Familientag im ehemaligen Kloster Dalheim, der seit 2015 alljährlich im April stattfindet. Vorführungen und ein umfangreiches Mitmachprogramm bringen insbesondere Kindern und Jugendlichen historische Handwerksberufe näher. Rund 2500 Besucher begeben sich bei „Et labora!“ auf die Spuren der ehemaligen Klosterbewohner.
Innerhalb der rund 7,5 Hektar großen Anlage wurden seit der Museumseröffnung im Jahr 2007 viele der ehemaligen Gewerke wieder in Betrieb genommen: die historischen Werkstätten von Schmiede und Stellmacherei sowie der große Steinbackofen im heutigen Museumsfoyer und zuletzt die Dalheimer Wassermühle. Es entstanden eine neue Klosterbrauerei und eine -brennerei. Im ehemaligen Sassenhaus – hier waren im 19. Jahrhundert die Sassengänger, also Lohnarbeiter zur Erntezeit, untergebracht – zogen große Schaftwebstühle und Spinnräder ein. Am Familientag kommen unter anderem Drechslerei, Försterei, Gärtnerei, Imkerei, Korbflechterei, Schäferei und Zimmerei hinzu. Klösterliche Kulturgeschichte ist ohne Handwerk undenkbar: Im inzwischen sprichwörtlichen Ora et labora wurde die Arbeit neben dem Gebet zu einem der Grundpfeiler des Klosterlebens ernannt. Die meisten mittelalterlichen Klöster waren, ganz im Sinne der rund 1500 Jahre alten Benediktsregel Selbstversorger, um von der Außenwelt weitgehend unabhängig zu leben.

### Tag des Schweigens
Der „Tag des Schweigens“ findet jährlich am ersten Sonntag der Fastenzeit im ehemaligen Kloster Dalheim statt. Verschiedene, teils spielerische, teils meditative Angebote laden dazu ein, beim Chillen im Stillen oder im Miniatur-Zen-Garten die kontemplative Kraft der Stille zu erproben.
Dem Schweigen wird in der klösterlichen Kulturgeschichte eine große Bedeutung zugemessen: Schon die Mönchsväter lehrten, dass zu viele Worte der Erfahrung Gottes im Wege stünden. Passend zur Fastenzeit regt der Aktionstag dazu an, über unterschiedliche Dimensionen des Verzichts gestern und heute zu reflektieren und vermittelt einen Eindruck vom Lebensgefühl der Dalheimer Ordensleute.

## Publikationen der Stiftung Kloster Dalheim
- Verschwörungstheorien – früher und heute. Herausgegeben von der Stiftung Kloster Dalheim. LWL-Landesmuseum für Klosterkultur/Ingo Grabowsky, Ardey, Münster 2019, ISBN 978-3-87023-442-3.
- Luther – 1917 bis heute. Herausgegeben von der Stiftung Kloster Dalheim. LWL-Landesmuseum für Klosterkultur/Ingo Grabowsky, Ardey, Münster 2016, ISBN 978-3-87023-393-8.
- Die 7 Todsünden. 1.700 Jahre Kulturgeschichte zwischen Tugend und Laster. Herausgegeben von der Stiftung Kloster Dalheim. LWL-Landesmuseum für Klosterkultur/Ingo Grabowsky, Ardey, Münster 2015, ISBN 978-3-87023-379-2.
- Im Fußballhimmel und auf Erden. Was Fußball und Religion verbindet. Herausgegeben von der Stiftung Kloster Dalheim. LWL-Landesmuseum für Klosterkultur, Die Werkstatt, Göttingen 2014, ISBN 978-3-7307-0150-8.
- Heiter bis göttlich. Die Kultur des Spiels im Kloster. Herausgegeben von der Stiftung Kloster Dalheim. LWL-Landesmuseum für Klosterkultur. Kunstverlag Josef Fink, Lindenberg im Allgäu 2013, ISBN 978-3-89870-824-1.
- Gerfried Sitar, Martin Kroker (Hrsg.): Macht des Wortes. Benediktinisches Mönchtum im Spiegel Europas. Schnell + Steiner, Regensburg 2009, ISBN 978-3-7954-2125-0.
- Matthias Wemhoff (Hrsg.): Barocke Blütezeit. Die Kultur der Klöster in Westfalen (= Dalheimer Kataloge 1). Schnell + Steiner, Regensburg 2007, ISBN 978-3-7954-1962-2.
- Matthias Wemhoff (Hrsg.): Säkularisation und Neubeginn. Die Kultur der Klöster in Westfalen (Dalheimer Kataloge 2). Schnell + Steiner, Regensburg 2007, ISBN 978-3-7954-1963-9.